# Municipio de Tres Valles

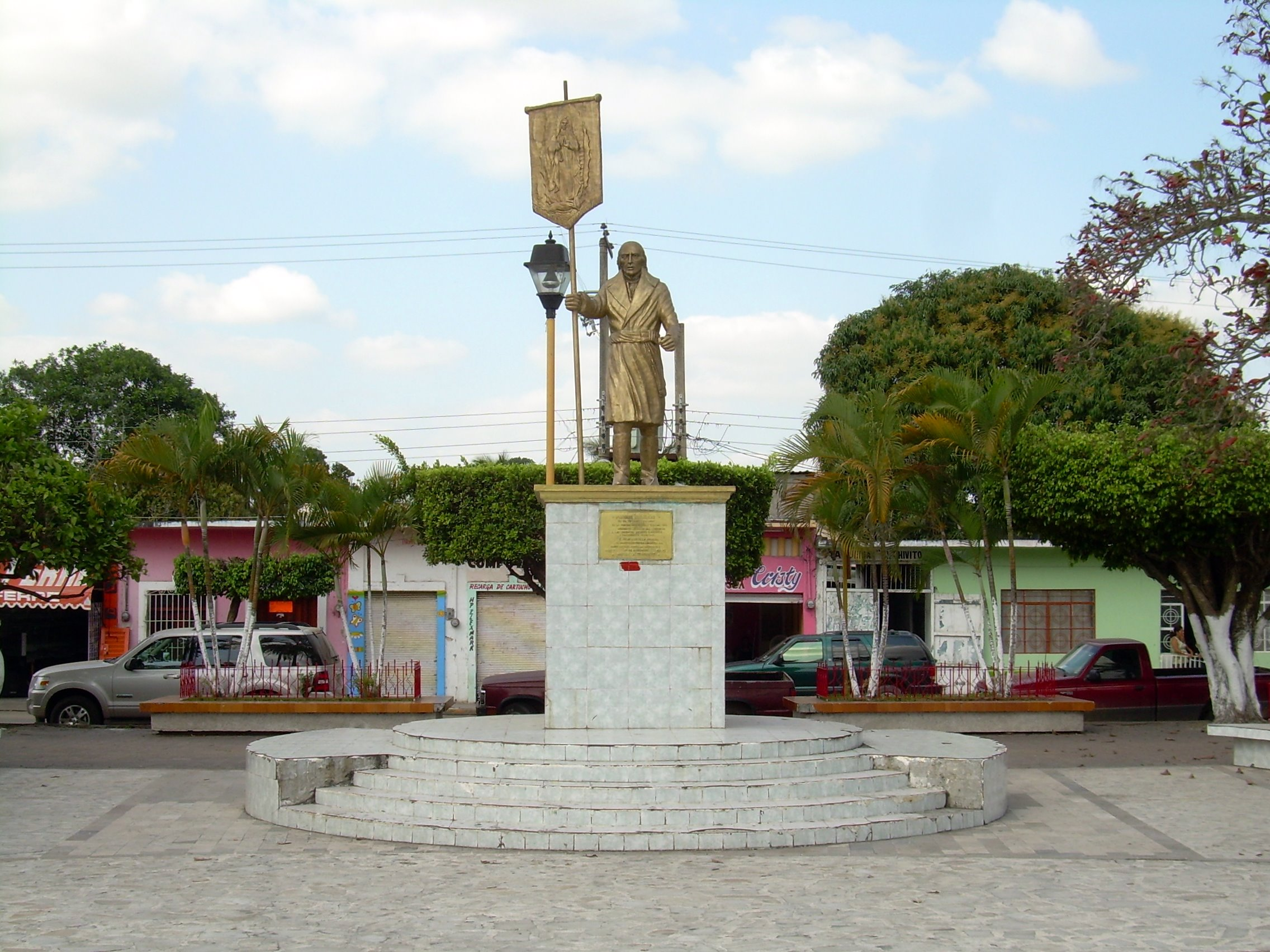
Monumento a Miguel Hidalgo y Costilla, fue construido para conmemorar el 75 aniversario de la fundación de Tres Valles

El municipio de Tres Valles es un municipio del estado mexicano de Veracruz, declarado municipio libre por decreto el 25 de noviembre de 1988. Se encuentra ubicado en la baja cuenca del Papaloapan, colinda con el estado de Oaxaca y los municipios de Tierra Blanca y Cosamaloapan.
Cuenta con una economía solvente, basada en la agricultura y la agroindustria, entre otras. La principal fuente de ingresos es la agricultura, particularmente el cultivo de caña de azúcar; aunque también se siembra arroz, maíz, frijol, piña y sorgo; existen grandes siembras de mango, lo cual propicia la comercialización de esta fruta en temporada.
Inicialmente una zona de dominio Olmeca, después Totonaca, hasta la conquista de los Aztecas, ya en la colonia quedó ubicado entre las jurisdicciones de Puctlancingo y Cosamaloapan hasta la desaparición del primero. El origen de la población se da con el tendido de la red de ferrocarriles, posiblemente hacia 1900 en lo que fuera el campamento número siete de los trabajadores del ferrocarril Veracruz al Pacífico.
Con una extensión de 378.1 km², una altitud máxima de 50 m s. n. m. y una mínima de 10, se encuentra en la región del Papaloapan, entre  96° 01' y 96° 18' al oeste del meridiano de Greenwich y entre los 18° 10' y 18 25' de latitud norte, delimitado en su mayoría por cursos de agua, como el río Tonto, Amapa, Hondo y los arroyos Mongogo Coapilla, Coyote, Zapote y Jobo, siendo el principal afluente el Tonto, que además sirve de abasto para las principales industrias ubicadas en territorio municipal.

## Toponimia
El origen histórico del nombre Tres Valles es incierto, generando dudas; la versión generalmente aceptada y más conocida es la que dice que dicho nombre se debió a que era paso obligado a tres valles que hay en la región: Valle Nacional, al Valle de Tesechoacán (actual José Azueta) y el de Playa Vicente, aproximadamente entre 1900 y 1910.
La referencia más antigua que se conoce de la versión de los «tres valles» data de 1962, pero los nombres de los valles no han sido consistentes, ni los motivos para ir a cada uno de los valles. A través del tiempo, uno de los nombres de los valles ha ido cambiando:

Por último se le cambia el nombre de Brisswen (sic) dándosele el de Tres Valles, por los valles más importantes que se encuentran situados dentro del marco geográfico de la Cuenca del Papaloapan, y son el Valle Nacional, que fue "la Liberia del Porfirismo", el pintoresco Valle de Ojitlán, y el Valle de Playa Vicente, conocido por ser una zona tabacalera por excelencia.
Hernández, 1962

Dice el periodista don Tomas Carrillo en reportaje publicado en el Semanario Gráfico (Sección Tres Valles, del 5 al 11 de octubre de 1990) que el ingeniero Antonio Yáñez, distinguido y culto ciudadano avencindado en esa población desde hace más de 20 años, le hizo conocer la versión de Marcos Ortiz Alegre, de que el ferrocarril al Istmo que pasaba por su estación, conducía reos hacia los reclusorios de tres valles que existían en la época porfirista en la región, los valles de Nacional, Tesechoacan y Playa Vicente.
Corro, 1995

...y finalmente Tres Valles, llamado así por que erá la ruta que llevaba a los valles de Tesechoacan, Playa Vicente y Valle Nacional.
Yáñez, 2007

Finalmente se le denominó Tres Valles, debido a que su estación ferroviaria era parte de la ruta que llevaba a los valles de Usila, Playa Vicente y Valle Nacional.
Yáñez, 2008

### Nombres de la población
El asentamiento en sus inicios tuvo otros nombres, antes de tomar el definitivo.
Campamento o Campo Siete: El asentamiento inició en las inmediaciones del Campamento Número Siete del Ferrocarril Veracruz al Pacífico, en tierras pertenecientes en aquel entonces a Jesús Martínez Ochoa. Este campamento se estableció para el tendido de las vías de ferrocarril. Por tal hecho, popularmente al asentamiento se le empezó a llamar «Campo Siete». El Ferrocarril Veracruz al Pacífico se empezó a construir a finales de 1898, o principios de 1899, en Motzorongo y para el 1 de diciembre de 1900, ya existía una corrida diaria entre Córdoba y El Hule (Santa Cruz) a orillas del río Papaloapan, por lo tanto el campamento se estableció muy probablemente a fines de 1899 y principios de 1900.
Campamento es la traducción del término «camp» utilizado por los estadounidenses para organizar los diferentes grupos de trabajo que implican acción en un determinado territorio, en este y otros tipos de trabajos por ejemplo las haciendas, las minas o el ejército. En este caso, el término campo usado como sinónimo de campamento o para referirse a los lugares que los estadounidenses llamaban «camp» por el uso popular debió castellanizarse añadiendo la terminación «o», quedando una palabra con significación en el lenguaje español, pero que no es usada, ni ahora ni en la época para referirse a los campamentos de construcción del ferrocarril.
Brisbin: No se conoce cuando se empezó a llamar así pero la referencia más antigua con este nombre es de, cuando menos, 1908. y así se llamó hasta 1913. Este nombre se le dio en memoria del ingeniero estadounidense W. E. Brisbin, uno de los contratistas que construyeron el Ferrocarril Veracruz al Pacífico (1899-1904), y que durante la construcción del ramal a San Cristóbal (1909-1912) era superintendente del entonces llamado Ferrocarril Veracruz al Istmo (en 1907 había cambiado de nombre).
Tres Valles: Finalmente se le dio el nombre de Tres Valles, alrededor de 1913, según la publicación más antigua localizada con tal nombre: el libro "The Mexican Year Book: A financial and commercial handbook" de 1914, el cual fue publicado con información oficial de la Secretaría de Hacienda de 1913. Antes, todas las publicaciones conocidas se refieren a la localidad como "Brisbin".

## Historia

### Época prehispánica

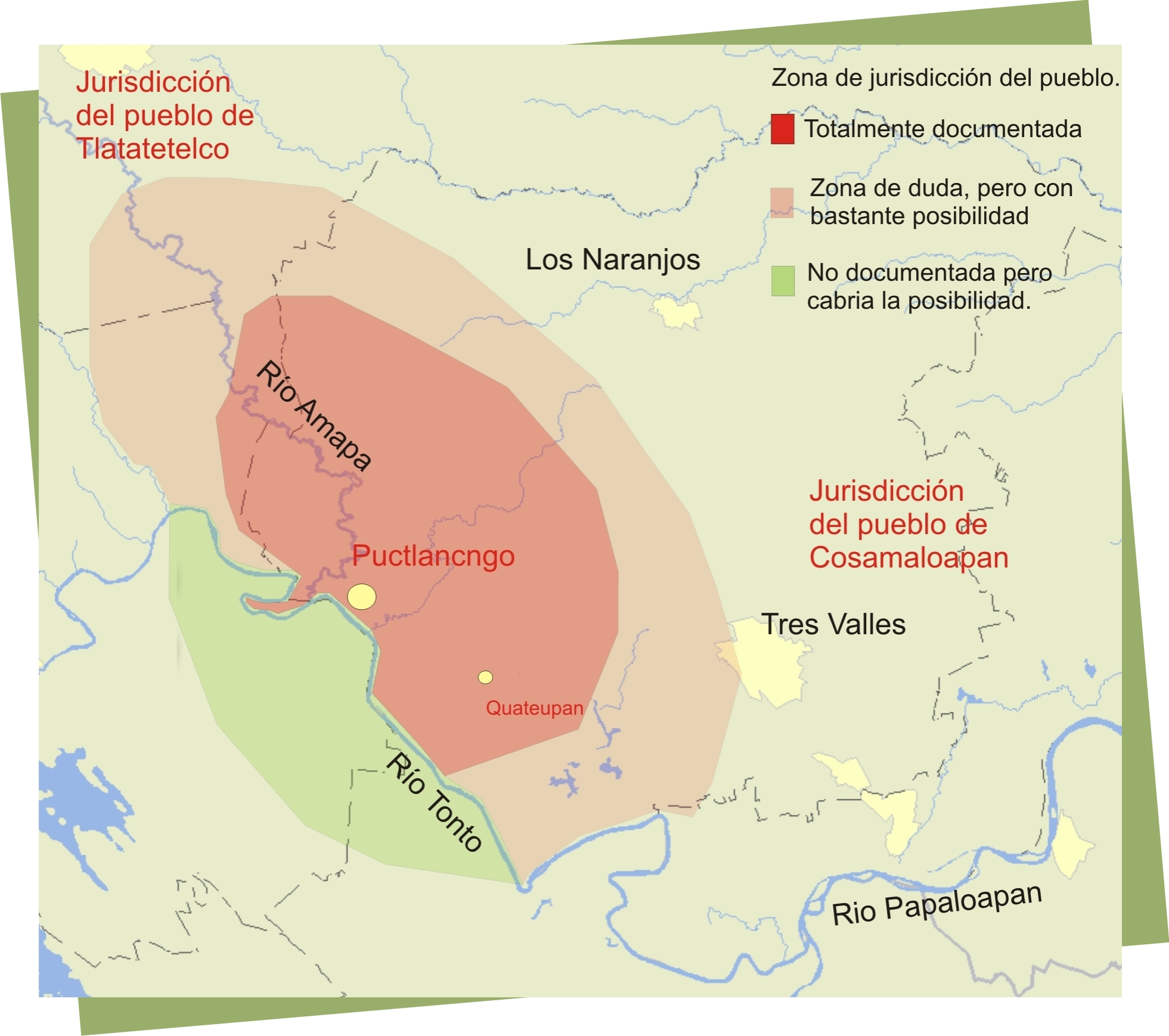
Territorio aproximado bajo la jurisdicción del pueblo de Puctlancingo en el

Esta zona de la baja Cuenca del Papaloapan se cree estuvo poblada primeramente por Olmecas los cuales desaparecieron de la zona sin razón aparente. después la zona fue habitada por totonacos, aproximadamente en los años 500 a 100 a. C.. En la época de la llegada de los españoles, la zona estaba conquistada por los Mexicas, como sucedió con gran parte de los pueblos mesoamericanos.
El actual territorio del municipio de Tres Valles, estaba dividido entre las jurisdicciones de los pueblos de Puctlancingo (pueblo mazateco ) y Cosamaloapan, pero el único pueblo importante del que se tiene registro dentro de los actuales límites fue Puctlancingo, estaba ubicado en la confluencia de los ríos Amapa y Tonto, aunque es muy probable que haya habido otros asentamientos menores al momento de la conquista. En un mapa de 1584 se dibujó un cerro con ruinas llamado Quateupan al sur del arroyo Coapilla, cerca del río Tonto.

### Época colonial
A la caída de México-Tenochtitlan, Cortés envió a Gonzalo de Sandoval a la conquista de la guarnición de Tuxtepec, logrando su cometido, sometiendo a los pueblos de la cuenca del Papaloapan y asignándolos en encomienda a varios conquistadores. Se desconoce si Cosamaloapan tuvo encomendero, pero aproximadamente entre 1531-1560, tuvo corregidor, dentro
del cual se encontraba lo que hoy es Tres Valles. Después, Cosamaloapan se unió a la jurisdicción del corregimiento de Guaspaltepec, para formar un solo corregimiento.
En 1600, Puctlancingo y Tuxtepec se agregaron a la congregación de la provincia de Guaspaltepec por así haberlo pedido el juez comisario de la provincia de Chinantla, a la que pertenecían. Puctlancingo tenía 23 tributarios. En este mismo año, Guaspaltepec ya estaba abandonado, sus habitantes estaban viviendo en Mixtlan, el cura se mudó a Chacaltianguis y la cabecera del corregimiento quedó en el aire. A la desaparición de Guaspaltepec, el nombre de Cosamaloapan prevalece para denominar al corregimiento. Hacia 1640, cambia a Alcaldía Mayor conservando el mismo territorio.
En 1786 la Corona española dispuso la creación de la Intendencia de Veracruz, y la antigua Alcaldía Mayor cambió a Partido o Subdelegación, ya en el siglo XIX hasta 1917, el mismo territorio fue un Cantón. A partir de ello el municipio adquirió relevancia como organización político-administrativa.
Durante el siglo XVI, con la muerte de la población indígena por epidemias, emigraciones y las obligatorias congregaciones, la zona del actual Tres Valles empezó a ser repartida en "mercedes", principalmente a españoles. La propiedad de la tierra a finales del siglo ya era privada. Entre los principales terratenientes de esta zona estaban Lucas Carvajal, Hernán García y Juan López Mellado. La Hacienda Santo Tomás de las Lomas de Juan Mellado durante el siglo XVII creció hasta formar el basto territorio que prevalecería hasta el siglo XIX.
La hacienda para su administración se dividía, principalmente en hatos o parajes. En 1764, San José los Naranjos era uno de ellos y lo formaban «(...) ocho jacales de caña y palma unos servibles y otros arruinados, un corral con su quebrantadero, (...)» Durante la guerra de independencia Puctlancingo contaba con un grupo de caballería al mando de realista Juan Bautista Topete y Viaña, quien desde por lo menos 1812, hasta 1821 que fue encomendado a Veracruz, estuvo al mando de la zona de la cuenca del Papaloapan en la lucha contra los insurgentes.

### Orígenes en el Porfiriato

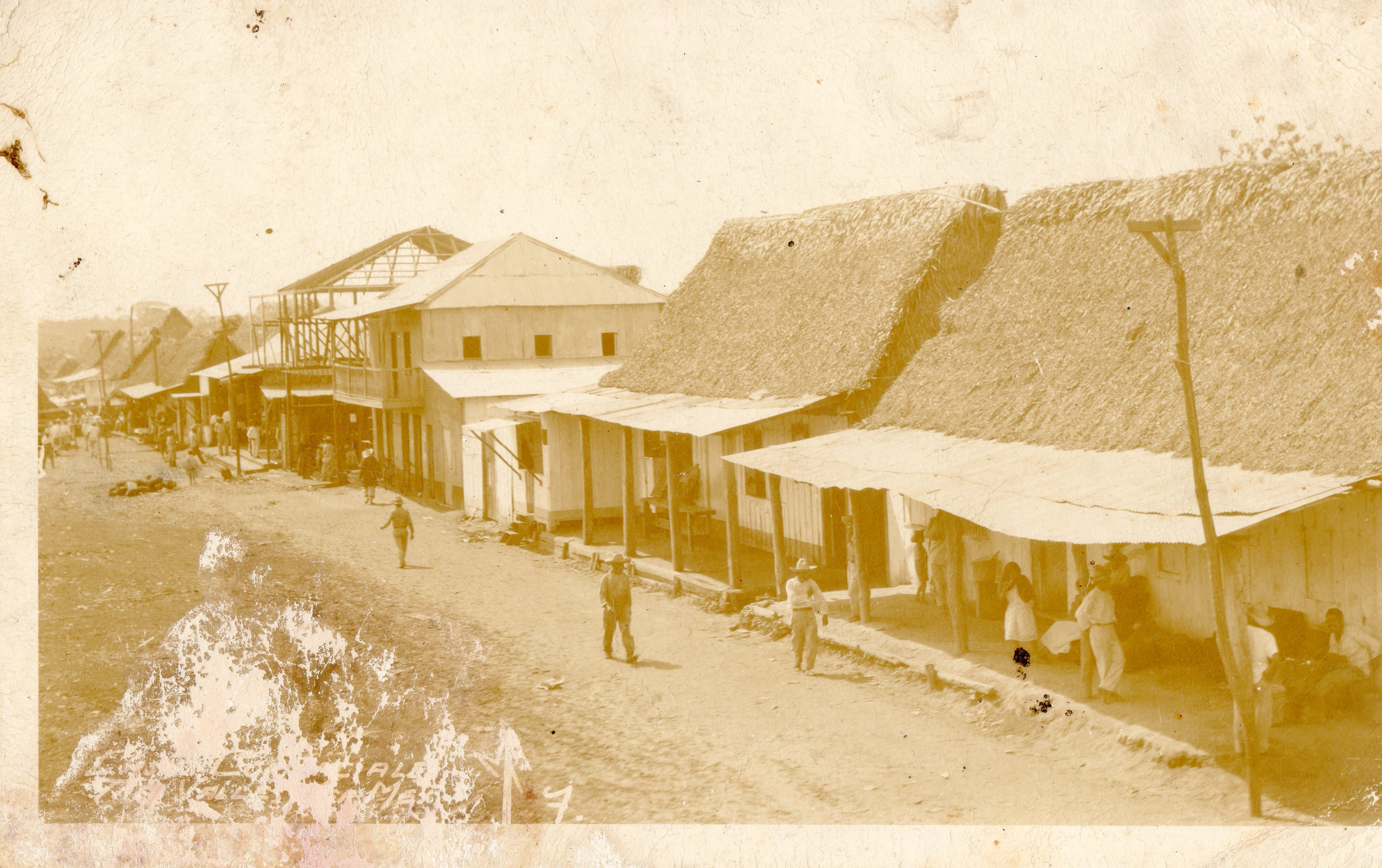
Calle Ruiz Cortines en 1929, a orillas de las vías.

El origen de Tres Valles se da en plena época del gobierno de Porfirio Díaz, llamada porfiriato, quien trató de establecer una gran red de ferrocarriles que comunicara la mayor parte de la república para con ello impulsar el desarrollo económico. En la cuenca del Papaloapan, después de siglos de estar las tierras repartidas en grandes haciendas dedicadas básicamente a la cría de ganado vacuno, se dividieron, surgiendo nuevas haciendas más pequeñas. A finales del siglo XIX, la región era una gran productora de algodón y tabaco, además que a principios del siglo XX, diversos grupos de inversionistas extranjeros y nacionales se establecieron en la zona. Se veía a la zona con grandes oportunidades de desarrollo.
En el año de 1896, Jesús Martínez Ochoa, originario de Chavinda, Michoacán, compró una fracción de 2500 ha del predio «Macuiles», perteneciente a la «Hacienda Santo Tomás de las Lomas» de Dionisio López, formando la primera ranchería donde actualmente se ubica la ciudad de Tres Valles, con gente que trajo de Los Naranjos, entre ellos a miembros de las familias Ruiz, López y Morfín. Aunque en el censo general de México de 1900 no se registró este asentamiento, los más cercanos que aparecen son las rancherías Macuiles (29 personas) y Zapotal (19 personas) y un poco al norte la congregación San Juan (252 personas).
La construcción del ferrocarril Veracruz al Pacífico que unió a Córdoba y Santa Lucrecia (hoy, Venustiano Carranza) había iniciado a finales de 1898 o principios de 1899 y entre finales de 1899 y principios de 1900, el frente de construcción del Ferrocarril cruzó la zona actual de la ciudad de Tres Valles, asentándose allí el Campamento núm. 7 (Camp Num. 7). En este campamento también se extraía madera que se usaba para los trabajos de construcción
Cuando se estaba construyendo el Puente Papaloapan (1901-1903), aquí bajaban las «cuerdas» de los reos que iban con destino a alguno de los tres valles, donde había reclusorios según la calidad del delito. Los reos que iban a Valle Nacional, ya no salían. El puente se construyó giratorio para que pasaran los barcos y Porfirio Díaz lo inauguró, embarcándose en Tlacotalpan y pasando hasta Tuxtepec, ya que el río era navegable. Ambos hechos (bajada de reos y la inauguración) generan dudas sobre su veracidad.
Posteriormente se estableció una pequeña estación. Esta estación en algún momento fue llamada Brisbin, el registro documental más antiguo data de cuando menos, 1908. Esta estación adquiere mayor relevancia cuando se construye el ramal que comunicaba con las poblaciones de Cosamaloapan y el ingenio San Cristóbal entre 1910-1912.

### Fundación

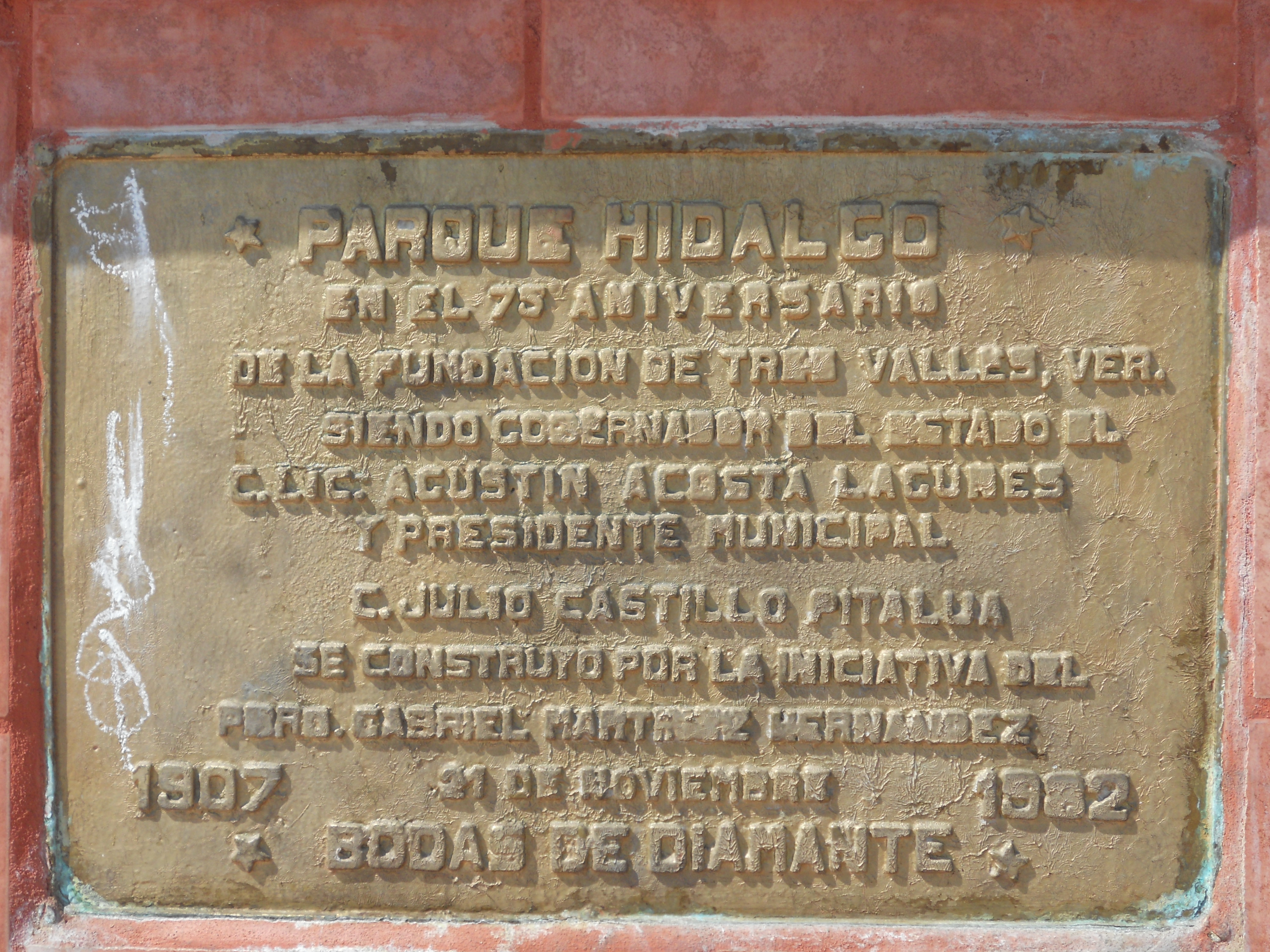
Placa del monumento a Miguel Hidalgo

El 21 de noviembre de 1907 se considera la fecha de fundación de la ciudad de Tres Valles.
Se desconoce el origen de tal fecha. El registro más antiguo localizado con tal fecha data de 1982, en la placa conmemorativa del monumento a Miguel Hidalgo ubicado en el parque central de la ciudad. Parece ser que durante el proceso de construcción del monumento se estableció tal fecha. Además se ha localizado un documento fechado el 24 de noviembre de 1939 mencionando que la fundación se había realizado "hace cosa de 32 años", es decir, alrededor de 1907.
El poblado existía, según los cronistas, cuando menos desde 1900, cuando se asentó un campamento de los constructores del ferrocarril Veracruz al Pacífico. El único hecho de relevancia que se ha localizado alrededor del año 1907 es la llegada de la familia Martínez, dueños de las tierras donde se asentaba el poblado. Posiblemente, este u otros hechos hayan perdurado en la memoria colectiva y con el paso de los años se haya considerado este año como el punto a partir del cual se concretó la existencia de la comunidad.

### Revolución Mexicana

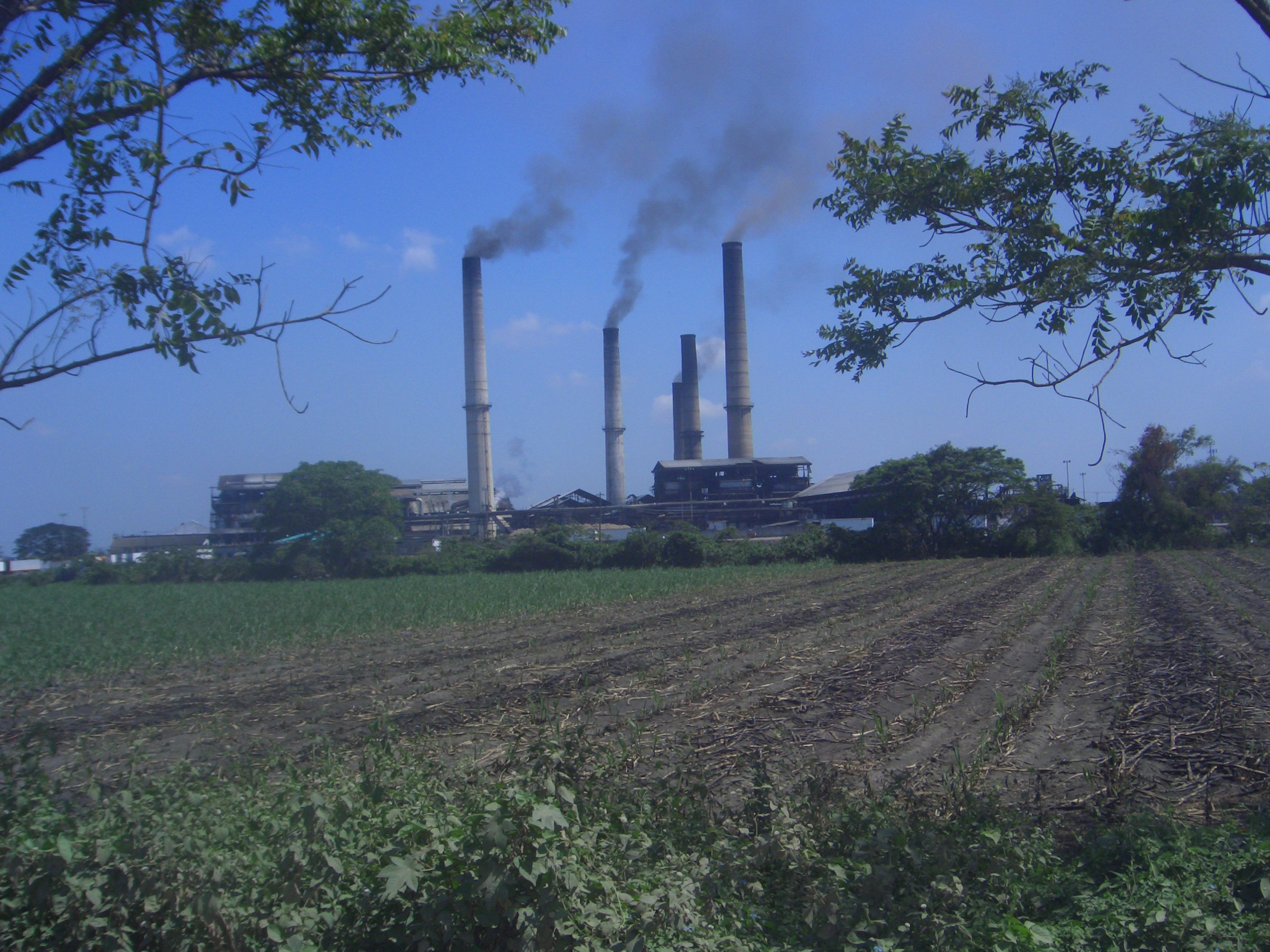
Ingenio "San Cristóbal", el "Coloso de Sotavento". Foto de 2009.

En 1916, debido a la Revolución, Ignacio Martínez se fue a vivir a Cosamaloapan, en donde puso la tienda «Río Grande» y compró el terreno Chicalpextle, en el que sembró la primera caña de azúcar; también puso el primer trapiche de la región. Poco después, la tienda se la traspasó a su cuñado Julio Alcázar y este la jugó en unas carreras de caballos y la perdió; el terreno de Chicalpextle se lo vendió a Roberto García Loera cuando este señor, quien era fogonero del Ramal de Cosamaloapan, fue despedido de su trabajo por haber sido obligado a mover un tren de rebeldes, y así pasó a formar parte del Ingenio San Cristóbal, también conocido como «El Coloso de Sotavento».
A fines de 1918 El Zapotal pertenecía a Genaro Martínez, hijo mayor de Jesús Martínez y su viuda Refugio Gutiérrez Gil.
El primer cine lo construyó Salvador Neme, donde actualmente se encuentra la estación de autobuses del ADO.

#### Bandolerismo
En 1922, tras el triunfo del general Álvaro Obregón sobre los generales Guadalupe Sánchez, Escobar Acosta y Miguel Alemán González, quedó merodeando la región un individuo de nombre Vidal Tenorio, nativo de Sosonteopan (a partir de los años 1930s llamado Manzanillo) ubicado en el municipio de José Azueta, quien se dedicaba a asaltar las lanchas que surcaban los ríos Papaloapan, Tesechoacan y San Juan Evangelista, así mismo, asaltaba en los caminos a los ganaderos y plataneros, pidiendo fuertes rescates en pesos oro a sus víctimas.
Así Ignacio Martínez le entregó $10 mil «pesos oro» por el rescate de su hijo Norberto. La familia Caballero de Otatitlán pagó $8 mil por el rescate de Silvio Caballero. La familia de Víctor Ojeda, vecino de Tres Valles, se negó a entregar el dinero que les pedían y su cadáver fue encontrado atado a un árbol, devorado por los zopilotes. El fin de este bandolero y su gente fue debido a la traición de un compadre de apellido Aguirre, que lo mató para recibir la recompensa ofrecida por el general Obregón.

### Compañías plataneras estadounidenses
En esos años de 1920 al 1922 llegaron representantes de las compañías estadounidenses interesadas en la siembra y compra de plátano roatán, y compraron terrenos de San José del Hule (hoy Papaloapan) a Genaro Martínez Gil, Manuel Álvarez y Alejandro Llovet. Estas compañías fueron Cuyamel Fruit Company, Standard Fruit & Steamship Company y Mexican Fruit & Steamship Company, entre la gente de la región solo eran conocidas como «la Cuyanel», «la Estándar» y «la Mexican», respectivamente.
Esta fue la época del Oro Verde y bonanza de la región. El cultivo de plátano roatán se extendió por el sur de Tres Valles, por la sierra de Tuxtepec, y por los municipios de Otatitlán, Playa Vicente, José Azueta, Jesús Carranza y San Juan Evangelista. Los estadounidenses pagaban en oro y llegaban empresarios nacionales y extranjeros (como españoles y árabes) a invertir.

### Tiempos posrevolucionarios
En 1921, Tres Valles tenía la categoría de Estación de Ferrocarril y contaba con una población de 791 personas (399 hombres y 392 mujeres).
En 1924 se estableció la primera escuela (en donde ahora se encuentra la Escuela «18 de marzo») que fue dirigida por la Prof. «Nacha», originaria de Tierra Blanca, Ver., habiendo sido construida de palma por Ignacio Martínez, quien también donó el terreno.
También en 1924, el mismo Martínez construyó la primera capilla católica en honor a Nuestra Señora de Guadalupe, en donde ahora se encuentra la Agencia Municipal; por causa de la Guerra Cristera fue despojado de todas sus pertenecías.
El 30 de noviembre de 1925 se emite el decreto donde Tres Valles es elevado a la categoría política de Congregación.
En 1927, Alejandro Llovet quiso introducir el cultivo de la piña a Tres Valles y trajo unas góndolas de hijos de piña, pero «lo tiraron a loco» por estar los demás ilusionados con el plátano. La bonanza del plátano se acabó con la plaga del chamusco (hongo sigatoka). Poco después vino la expropiación de las tres compañías plataneras, decretada por el presidente Lázaro Cárdenas, las que fueron reunidas para tomar el nombre de «Transcontinental».
El 8 de diciembre de 1937 se inscribió en el Registro Público de la Propiedad de Cosamaloapan la expropiación de los terrenos, por causa de utilidad pública, para crear el fondo legal de la congregación de Tres Valles. En total se expropiaron 975 732.74 m² (cerca de 98 hectáreas). La expropiación fue en tres propiedades y se distribuyó de la siguiente forma:
- 368 707.81 metros cuadrados (cerca de 37 hectáreas), propiedad de Ignacio Martínez
- 311 355 metros cuadrados (cerca de 31 hectáreas) a Joseph Di Georgio
- y 295 669.93 metros cuadrados (cerca de 30 hectáreas) de un terreno de la señora Cruz Lagos de Miranda.[nota 6]

## Medio físico y geográfico

### Localización
El territorio municipal abarca una extensión aproximada de 378,1 km², y se encuentra situado en la zona centro-sur del estado de Veracruz, limitado por los 96° 01' y 96° 18' al oeste del meridiano de Greenwich y entre los 18° 10' y 18 25' de latitud norte, en la región denominada Papalopan, entre el estado de Oaxaca y los municipios de Cosamaloapan y Tierra Blanca.
| Noroeste: Tierra Blanca | Norte: Tierra Blanca | Noreste:Tierra Blanca |
| Oeste: Oaxaca           |                      | Este: Cosamaloapan    |
| Suroeste: Oaxaca        | Sur: Cosamaloapan    | Sureste: Cosamaloapan |

### Delimitación
Los límites naturales del municipio en su mayoría son cursos de agua.
- Al norte: el arroyo Hondo
- Al oeste: el río Amapa
- Al suroeste: el río Tonto

(Los ríos Amapa y Tonto también sirven de límites entre el estado de Veracruz y Oaxaca.)
- Al este y al sur: el municipio de Cosamaloapan, en los límites de los ejidos
  - «Colonia Nuevo San José Independencia»
  - «Nuevo los Ángeles»
  - «Nuevo Pueblo Nuevo»
  - «Emiliano Zapata»
  - «Tres Valles»
  - «Novara»
  - «Campo Veracruz» y
  - «Campo México»

### Superficie y régimen de tenencia
La superficie total del municipio es de 59 mil 629 hectáreas, distribuidas porcentualmente de la siguiente manera:
| Análisis de superficie |         |
| Tipo                   | %       |
| Ejidal                 | 43.9 %  |
| Colonias agropecuarias | 14.0 %  |
| Pequeña propiedad      | 40.7 %  |
| Áreas urbanas          | 1.4 %   |
| Total:                 | 100.0 % |

Nota: esta composición corresponde al año de 1990 (según censo).

### Hidrografía

Principales cuerpos de agua.

El municipio se encuentra ubicado en la región hidrológica-administrativa X Golfo Centro, la cual cuenta con una superficie de  104 790 km², teniendo su cede en Xalapa; y dentro de la cuenta natural 28 Papaloapan. Las principales corrientes son los ríos Tonto, río Amapa, río Hondo, arroyo Mondongo, Coapilla, el Coyote, Zapote y Jobo.
Existen dos pequeñas concentraciones de agua permanente localizadas en los ejidos Sabaneta y Tres Valles.
Río Tonto
Este caudaloso río proveniente de la sierra de Zongolica, es importante afluente formador del río Papaloapan, sirve de límite tanto al municipio de Tres Valles como para el Estado de Veracruz con el de Oaxaca.
Es considerado uno de los ríos más antiguos. Es tan profundo que sus aguas superficiales parecen no correr, sin embargo, llevan una gran velocidad en su interior. El paisaje que circunda al río se caracteriza por las plantaciones de caña y algunos ranchos ganaderos.

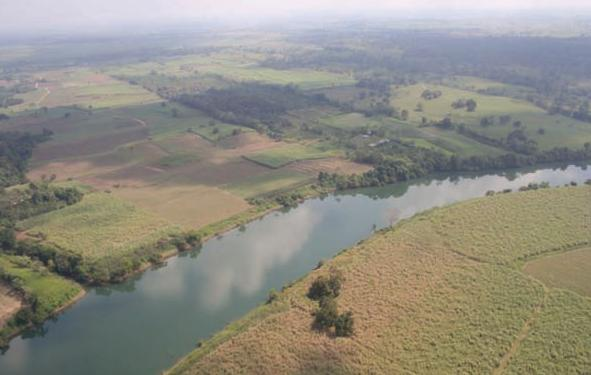
Río Tonto.

De 1949 a 1955 el río Tonto fue embalsado para formar la presa Miguel Alemán, donde se genera electricidad. Vierte sus aguas en el municipio de San Miguel Soyaltepec, Oax, reiniciando su recorrido al que se le suman, por la izquierda, el río Chichicazapa y el río de Enmedio, siguiendo su curso por cerca de 5 km en tierras oaxaqueñas, hasta unirse con el río Amapa en el Ámate, donde forma la línea limítrofe entre el estado de Veracruz y el municipio de Tres Valles (por aproximadamente 20 km) y con la congregación de Texas (unos 10 km más), tributando sus aguas al Papaloapan para seguir su marcha hasta la barra de Alvarado.
En su curso por el municipio corre a las orillas de pequeñas propiedades y de los ejidos Paso Corral, Las Marías, Paraíso Río Tonto y Zapote Colorado, y sus aguas sirven de abasto al Ingenio Tres Valles y a la fábrica de papel «BioPapel».

### Clima
En el municipio de Tres Valles, se han categorizado dos tipos de climas, el mayoritario es de tipo AW2 (w)(I) g, según la clasificación de Köppen (modificada por Enriqueta García), siendo un clima subhúmedo y caluroso, con lluvia media anual 1887.4 mm, con temperatura media anual de 25.4 °C.
Existieron 3 unidades meteorológicas ubicadas en el territorio municipal la 30082 ubicada en La granja, la 30096 ubicada en Los Naranjos y la 30142 ubicada en el rancho Rincón Pacheco. Al no haber estación meteorológica en el municipio no se tienen datos exactos y confiables sobre el clima, por lo que hay que recurrir a los de la estación meteorológica más cercana, ubicada en Cd. Alemán, municipio de Cosamaloapan, la cual se encuentra a 7 km de la cabecera municipal, por la carretera Tinajas-Cd. Alemán, aunque la distancia en línea recta es aún menor.
| Parámetros climáticos promedio de CD. Alemán, Cosamaloapan   | Parámetros climáticos promedio de CD. Alemán, Cosamaloapan | Parámetros climáticos promedio de CD. Alemán, Cosamaloapan | Parámetros climáticos promedio de CD. Alemán, Cosamaloapan | Parámetros climáticos promedio de CD. Alemán, Cosamaloapan | Parámetros climáticos promedio de CD. Alemán, Cosamaloapan | Parámetros climáticos promedio de CD. Alemán, Cosamaloapan | Parámetros climáticos promedio de CD. Alemán, Cosamaloapan | Parámetros climáticos promedio de CD. Alemán, Cosamaloapan | Parámetros climáticos promedio de CD. Alemán, Cosamaloapan | Parámetros climáticos promedio de CD. Alemán, Cosamaloapan | Parámetros climáticos promedio de CD. Alemán, Cosamaloapan | Parámetros climáticos promedio de CD. Alemán, Cosamaloapan | Parámetros climáticos promedio de CD. Alemán, Cosamaloapan |
| Mes                                                          | Ene.                                                       | Feb.                                                       | Mar.                                                       | Abr.                                                       | May.                                                       | Jun.                                                       | Jul.                                                       | Ago.                                                       | Sep.                                                       | Oct.                                                       | Nov.                                                       | Dic.                                                       | Anual                                                      |
| ------------------------------------------------------------ | ---------------------------------------------------------- | ---------------------------------------------------------- | ---------------------------------------------------------- | ---------------------------------------------------------- | ---------------------------------------------------------- | ---------------------------------------------------------- | ---------------------------------------------------------- | ---------------------------------------------------------- | ---------------------------------------------------------- | ---------------------------------------------------------- | ---------------------------------------------------------- | ---------------------------------------------------------- | ---------------------------------------------------------- |
| Temp. máx. abs. (°C)                                         | 36.5                                                       | 39.5                                                       | 42.0                                                       | 43.0                                                       | 45.5                                                       | 44.5                                                       | 40.0                                                       | 38.5                                                       | 39.0                                                       | 37.5                                                       | 36.0                                                       | 35.0                                                       | '                                                          |
| Temp. máx. media (°C)                                        | 27.3                                                       | 28.6                                                       | 32.0                                                       | 34.4                                                       | 36.0                                                       | 34.0                                                       | 32.6                                                       | 32.6                                                       | 32.1                                                       | 30.8                                                       | 29.2                                                       | 27.7                                                       | 31.4                                                       |
| Temp. mín. media (°C)                                        | 17.2                                                       | 17.6                                                       | 19.5                                                       | 21.5                                                       | 23.3                                                       | 23.4                                                       | 22.6                                                       | 22.6                                                       | 22.7                                                       | 21.6                                                       | 20.0                                                       | 18.3                                                       | 20.9                                                       |
| Temp. mín. abs. (°C)                                         | 10.0                                                       | 0.0                                                        | 11.0                                                       | 14.0                                                       | 18.0                                                       | 19.0                                                       | 19.0                                                       | 19.0                                                       | 18.5                                                       | 14.5                                                       | 12.5                                                       | 7.5                                                        | '                                                          |
| Precipitación total (mm)                                     | 34.9                                                       | 27.2                                                       | 21.0                                                       | 27.0                                                       | 103.9                                                      | 331.1                                                      | 420.8                                                      | 379.8                                                      | 360.8                                                      | 160.7                                                      | 82.8                                                       | 47.2                                                       | 1 997.2                                                    |
| Fuente: Servicio Meteorológico Nacional 7 de febrero de 2011 |                                                            |                                                            |                                                            |                                                            |                                                            |                                                            |                                                            |                                                            |                                                            |                                                            |                                                            |                                                            |                                                            |

### Orografía
Tres Valles se encuentra localizado dentro de la baja cuenca del Papaloapan, en la planicie costera que culmina en la barra de Alvarado, por lo tanto sus suelos son en general planos con ligera pendiente hacia el noreste; comprende pequeños lomeríos de suelos latéricos caracterizados por su alto contenido de hierro, propios para la fruticultura. La altura máxima es de 50 m s. n. m. y la mínima es de 10 m s. n. m.
| Mapas geográficos del Tres Valles |        |
|                                   |        |
| hidrología                        | Climas |

### Fisiográfica
De carácter geomorfológico emergente y maduro con un fuerte azolvamiento de antiguas lagunas. El Inegi localiza al municipio en la provincia fisiográfica XIII denominada llanura costera del golfo sur, en la subprovincia fisiográfica 75 nombrada llanura costera veracruzana.

### Vegetación
Es posible encontrar asociaciones naturales de especies vegetales de selva alta perennifolia de Scheelea liebmanii, palmares de Sabal mexicana; sabanas y selvas medianas subcaducifolia y pequeñas áreas boscosas de Quercus.

### Suelos
La mayor parte de los suelos son fluvisoles, desarrollados a partir de depósitos aluviales recientes, propios para la agricultura, restringido su uso por exceso de humedad e inundaciones periódicas en los meses lluviosos, adaptándose a praderas, pastizales y algunos frutales.
La mayoría de los suelos de Tres Valles corresponden a los llamados Vertisoles y Gleysoles, propios para el cultivo del arroz, profundos y con lento drenaje. El grado de acidez de los suelos va de 5.0 a 7.5 de pH

### Fauna
Abunda el conejo, el «rabo pelado» o tlacuache, el zorrillo, y reptiles como las víboras: «sorda», la «mano metate», «coralillo» y la culebra prieta. También iguanas, teteretes, salamanquesas, etc., y aves como garzas, pichichis, tordos y zopilotes.

## Marco social

### Participación económica
Según los datos de censo de población del 2010, el 46.94 % de la población municipal es económicamente activa, de esta el 3.01 % se encuentra o encontraba desocupada.
- Población económicamente activa: 16 466
- Dedicadas a actividades primarias: 5593
- Dedicadas a actividades secundarias: 3507
- Dedicadas a actividades terciarias : 7318

### Núcleos de población
En el territorio municipal existen además de la cabecera otras entidades de población de menor de tamaño, se enlistan algunas:
| Núcleos de población y distancia en km a la cabecera municipal |                                             |                |                |
| Núcleo                                                         | Coordenadas                                 | Población 2010 | Distancia (km) |
| Tres Valles                                                    | 18°14′00″N 96°08′00″O / 18.23333, -96.13333 | 17299          | 0              |
| Los Naranjos                                                   | 18°21′14″N 96°09′59″O / 18.35389, -96.16639 | 3573           | 13             |
| Novara                                                         | 18°12′00″N 96°06′32″O / 18.20000, -96.10889 | 2501           | 5              |
| Poblado Tres                                                   | 18°17′24″N 96°05′33″O / 18.29000, -96.09250 | 2322           | 7              |
| Col. Obrera                                                    | 18°15′24″N 96°09′42″O / 18.25667, -96.16167 | 1724           | 3              |
| Fuentes: INEGI y Google Earth                                  |                                             |                |                |

### Demografía
Tres Valles es uno de los municipios más poblados de la región, solo por detrás de Tierra Blanca (94 090) y Cosamaloapan (57 336).
| Evolución demográfica del municipio de Tres Valles                 |
|                                                                    |
| Población según censos y conteos de población y vivienda del INEGI |

### Grupos étnicos
México es étnicamente diverso.
El artículo 2º de la Constitución Mexicana define al país como una nación pluricultural fundada sobre el principio de los pueblos indígenas.
De acuerdo a los resultados del Censo de Población y Vivienda realizado por el Instituto Nacional de Estadística y Geografía en 2010, la población mayor de tres años del municipio de Tres Valles es de 42 846 habitantes, de los cuales 3364 califican como pertenecientes a etnia indígena, por ser hablantes de algún tipo de dialecto.
Esta cifra representa el 7.85% de la población, siendo 1620 hombres y 1744 mujeres.
De acuerdo a la lengua que hablan:
- Bilingües: 3114 (hablan su propia lengua y el español)
- Monolingues: 120
- No se pudo especificar: 100

| Dialecto        | Hablantes | Hombres | Mujeres |
| Chinanteco      | 1989      | 895     | 1094    |
| Mazateco        | 804       | 398     | 406     |
| Zapoteco        | 48        | 22      | 26      |
| Náhuatl         | 35        | 17      | 18      |
| Mixteco         | 27        | 10      | 17      |
| Maya            | 6         | 6       | 0       |
| Cuicateco       | 3         | 1       | 2       |
| Ixcateco        | 2         | 1       | 1       |
| Popoluca        | 2         | 1       | 1       |
| Huave           | 1         | 1       | 0       |
| No especificado | 43        | 23      | 20      |
| Total           | 2960      | 1375    | 1585    |

## Gobierno y administración

### Administración municipal
El gobierno de Tres Valles está a cargo de su ayuntamiento, que es electo mediante voto universal, directo y secreto para un periodo de tres años que no son renovables para el periodo inmediato posterior, está integrado por el presidente municipal, un síndico único y el cabildo conformado por cinco regidores, dos electos por mayoría relativa y tres por el principio de representación proporcional. Todos inician el ejercicio de su cargo el día 1 de enero del año siguiente a su elección.
El 31 de diciembre de 2013 entró en funciones el actual presidente municipal, Marcos Nelson Cano Ramos, quien ganó las elecciones del 7 de julio del 2013 representando a la coalición de los partidos políticos PRI, PVEM, Panal.
| Periodo   | Nombre                         | Partido                    |
| --------- | ------------------------------ | -------------------------- |
| 1988-1991 | Fernando Cano Cano             | CM                         |
| 1992-1994 | Pedro Aguilar Ibáñez           | PRI                        |
| 1995-1997 | Helen B. Fernández López       | PPS                        |
| 1998-2000 | Francisco Ochoa Cortés         | PRI                        |
| 2001-2004 | Valentín Reyes López           | Coal. PT-PRD               |
| 2005-2007 | Adriana Loreto Leal Zatarain   | Coal. PRD-PT -Convergencia |
| 2008-2010 | Juan Manuel Maus Martínez      | Coal. PRI-PVEM             |
| 2011-2013 | Carlos Alberto Córdova Morales | Coal. PAN-Panal            |
| 2014-2017 | Marcos Cano Ramos              | Coal. PRI-PVEM-Panal       |

### Representación legislativa

#### Local
Para la elección de Diputados locales al Congreso de Veracruz el municipio se encuentra integrado al XVIII Distrito Electoral Local de Veracruz con cabecera en la ciudad de Cosamaloapan, siendo la actual representante Juan René Chiunti Hernández del grupo legislativo PRI.

#### Federal
En el caso de diputados federales al Congreso de la Unión XVII Distrito Electoral Federal de Veracruz con cabecera en la ciudad de Cosamaloapan, el actual representante es Gabriel de Jesús Cárdenas Guízar del grupo legislativo PAN.

### Historia de gobierno y administración
El municipio de Tres Valles logra su emancipación a partir del 1 de diciembre de 1988, según decreto Nº 195 expedido por la H. LIV. Legislatura del Estado, el 25 de noviembre del mismo año, y publicado en la Gaceta Oficial 142 de día 26 de noviembre, a iniciativa del entonces gobernador del Estado Fernando Gutiérrez Barrios, como respuesta a la propuesta del comité Pro Municipio Libre, y al progreso alcanzado por el pueblo de Tres Valles.
Lo que es su actual territorio, perteneció hasta esa fecha al municipio de Cosamaloapan, Ver. Formaron el nuevo municipio las congregaciones de: Los Naranjos, Vista Hermosa y Tres Valles.
La primera administración del recién creado municipio estuvo a cargo de un Concejo Municipal, formado por un presidente, un vocal sindico y tres vocales más, a cargo de las diversas comisiones. El Concejo Municipal fue apoyado por un secretario, un tesorero y por el Sistema Municipal de DIF.

### Organización territorial
El municipio cuenta con 5 congregaciones, 41 ejidos, algunas de las localidades de relevancia municipales son: Los Naranjos, Novara, Poblado Tres, La granja y Plan de Allende.

## Infraestructura

### Comunicaciones

#### Aeródromos

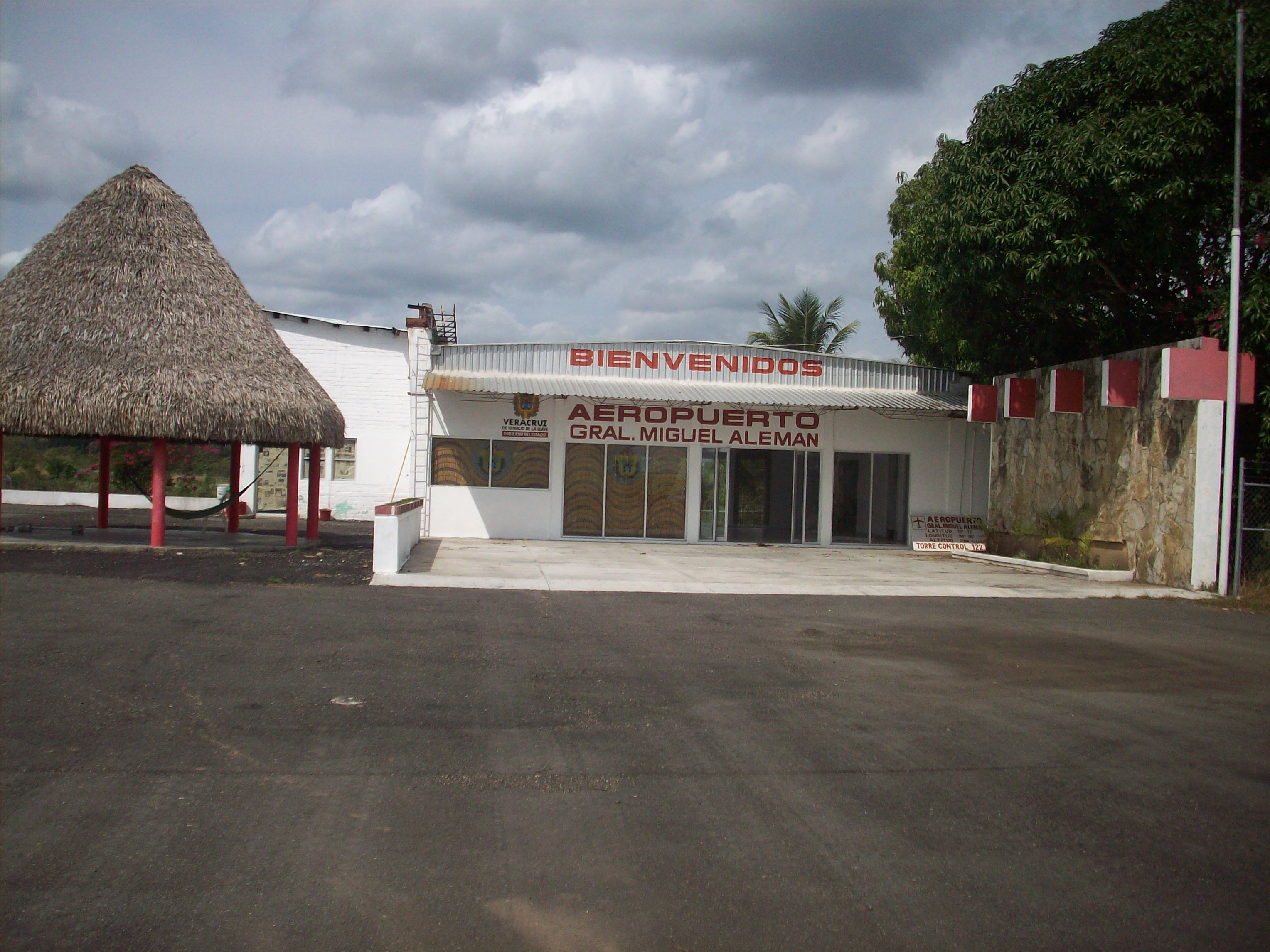
Aeropuerto Gral. Miguel Áleman

El municipio cuenta con diferentes pistas para despegue de pequeñas aeronaves, siendo el más importante el Gral. Miguel Alemán, que administra el gobierno del estado, aunque cuenta con otros privados que son los siguientes: Pista Los Macuiles, Jalisquillo, Tres Encinos y San José Independencia.

#### Carreteras

Principales vías de comunicación que recorren el territorio municipal

El territorio municipal cuenta con diversas vías de comunicación, asfaltadas, revestidas o de terracería que sirven para la comunicación con otros municipios, o con otros estados; de las cuales 33 km son de carretera federal, 30km de carreteras estatales pavimentadas, con 5 km de caminos estatales revestidos y 31 km de caminos rurales revestidos.
Federales
La principal vía de comunicación que pasa por territorio tresvallense es la Carretera Federal 145, la cual comunica los tramos La Tinaja-Ciudad Alemán-Sayula.
En todo su recorrido es una carretera asfaltada de dos sentidos, con un carril para cada uno de ellos, cruzando en el municipio algunas localidades importantes como La Granja, Tres Valles y Novara,
A sus orillas se asientan las principales industrias del municipio, el ingenio azucarero, la fábrica de papel, la procesadora de alimento porcino y las dos arroceras.
Estatales
- Carretera Tres Valles-Poblado Tres, la cual es de dos carriles, uno para cada sentido y se encuentra totalmente asfaltada.[102]
- Carretera Tres Valles-Los Naranjos, asfaltada en el tramo Tres Valles-Loma San Juan.[102]
- Camino de terracería Loma San Juan-Los Naranjos, es de dos carriles, uno para cada sentido.[102]

Interestatal
- Carretera La Granja-Temascal, asfaltada en todo su recorrido, siendo de dos carriles, uno para cada sentido, de 27 km de recorrido.[102]

## Monumentos

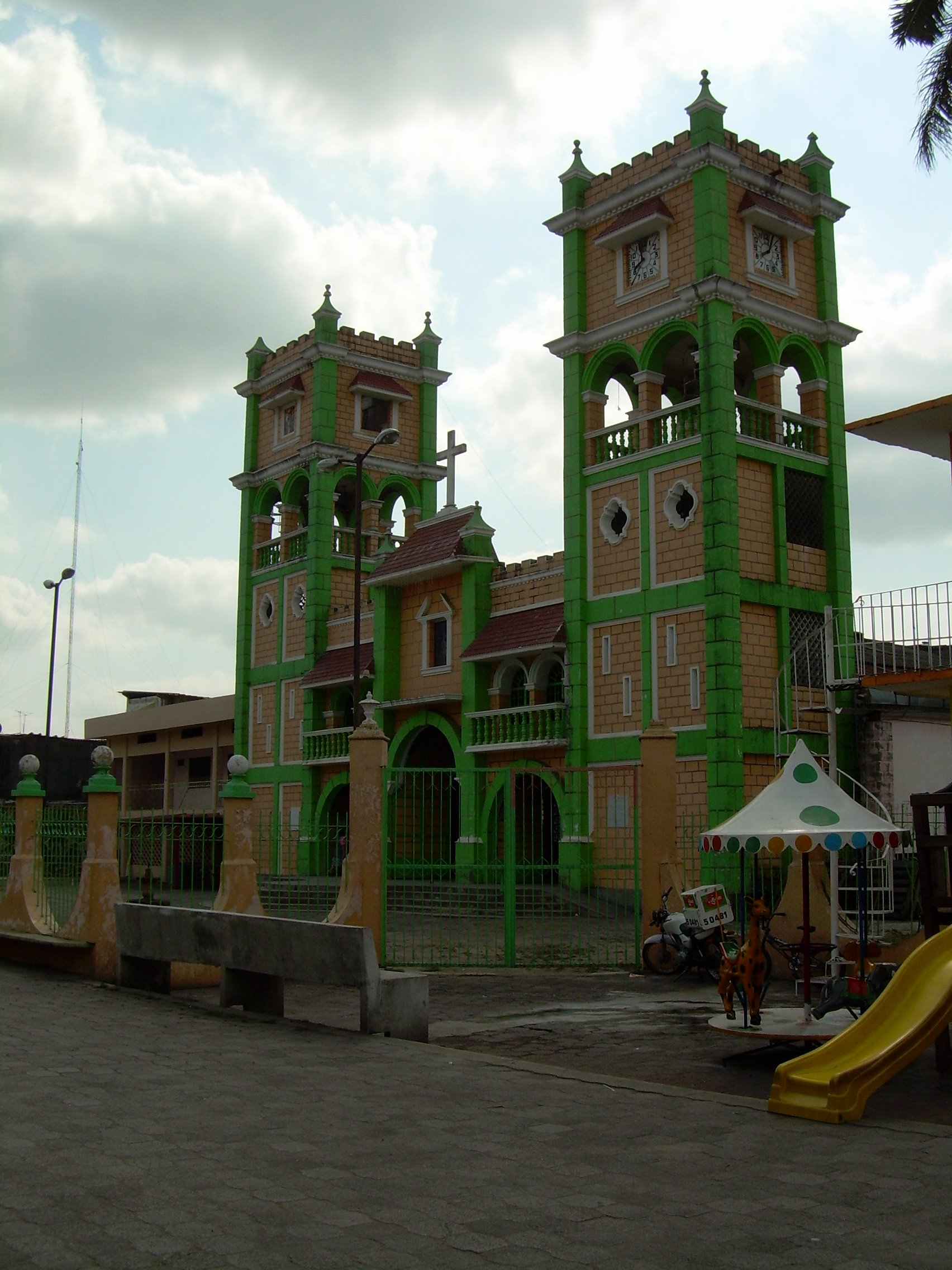
Iglesia Católica Cristo Rey.

Los edificios más importantes de Tres Valles son el Palacio Municipal (construido después de 1988) y la iglesia parroquial de Cristo Rey.
Además, se han erigido monumentos a personajes históricos: una estatua a Don Miguel Hidalgo y Costilla, un busto a Don Benito Juárez, «Benemérito de las Américas», otro a Emiliano Zapata, y un monumento dedicado a las madres.

## Fiestas populares
- Última semana de marzo principio de abril: Feria de las Flores.[103]
- Abril: Carnaval.[nota 11]
- 20 de noviembre: Fiesta de Cristo Rey.
- Última semana de noviembre: Feria Agrícola, Ganadera, Cultural e Industrial.[nota 12]

## Economía

### Industria

#### Ingenio azucarero

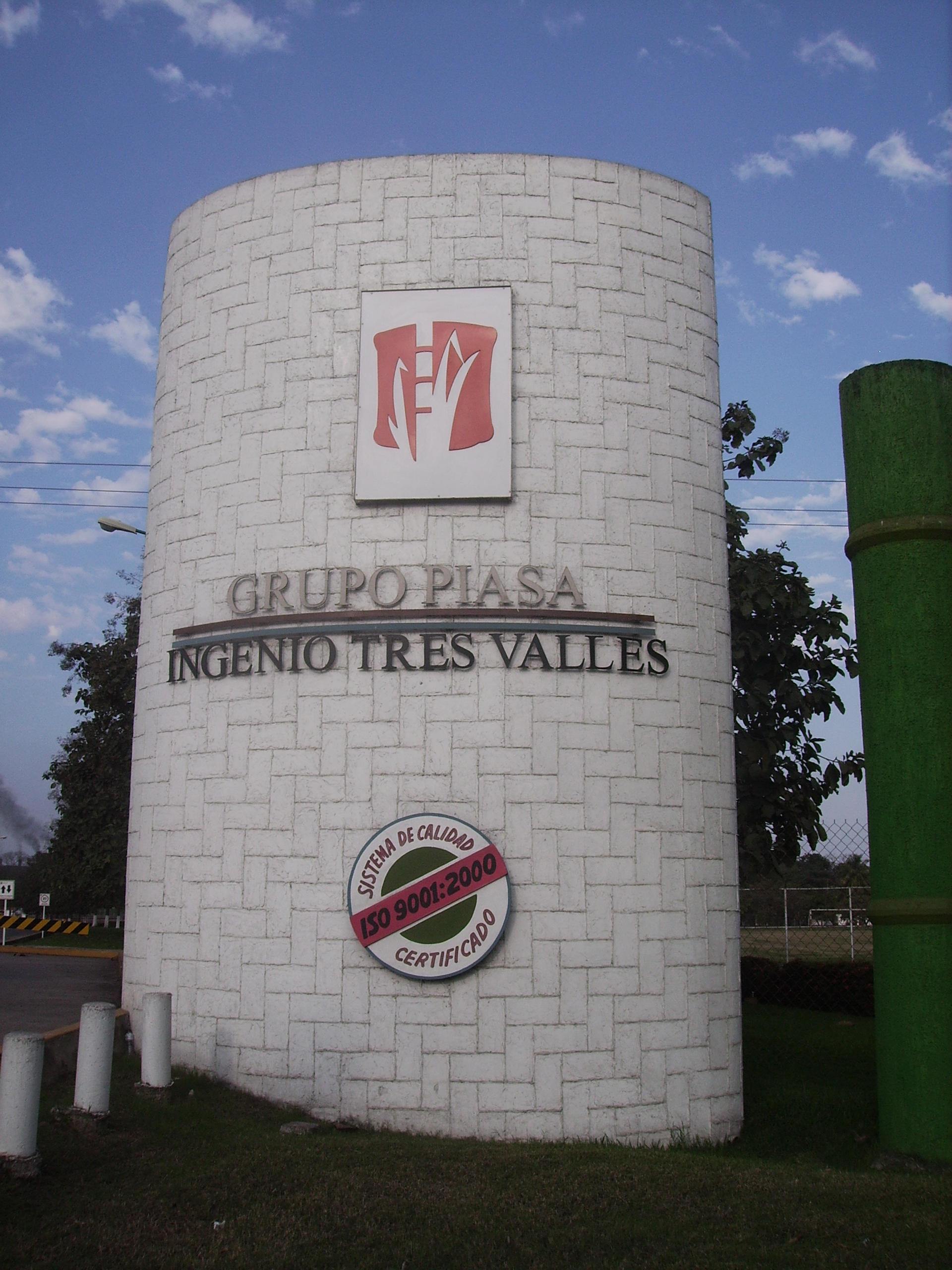
Fachada del Ingenio Tres Valles

El Ingenio Tres Valles, construido por el Gobierno Federal en 1978, para cumplir con los requerimientos de azúcar refinada en la elaboración de bebidas no alcohólicas. operado desde 1988 por grupo Piasa; como parte de las privatizaciones realizadas en el sexenio salinista. Se localiza en el costado izquierdo del km. 68 de la carretera Tinajas-Cd. Alemán, que entronca en su origen, con la carretera México-Veracruz y que, sigue hacia el sur. Dista de la entrada a la cabecera municipal, aproximadamente 5 km. Desde la cabecera municipal puede verse funcionando durante la zafra.
Tiene una capacidad de molienda de aproximadamente 13 000 toneladas de caña al día, procedentes de los municipios de Tres Valles, Otatitlán, Cosamaloapan y Tierra Blanca, lo que genera más de 1500 toneladas de azúcar en 24 horas. Su área de abastecimiento es de aproximadamente 37 000 ha, en su mayoría de temporal que son cultivadas por más de 6000 productores cañeros, de los cuales 4115 son ejidatarios y 1375 pequeños productores. La zafra se hace con 70 grupos de trabajo y el rendimiento de caña por hectárea es de alrededor de 75 ton.
Los rendimientos en fábrica obtenidos en las zafras 2004-2005 y 2005-2006 fueron del 12.57 y 12.48 % respectivamente. Estos porcentajes son de los más altos en el Estado de Veracruz y de los mejores del país. Su producción de azúcar es la más alta del país a la semana 25 de la zafra 2010-2011 por encima de las 150 000t. A partir de mayo de 2011, se inauguró una planta de cogeneración de energía, de 40 MW de la cual el excedente es adherido a la red eléctrica de CFE.

#### Papelera

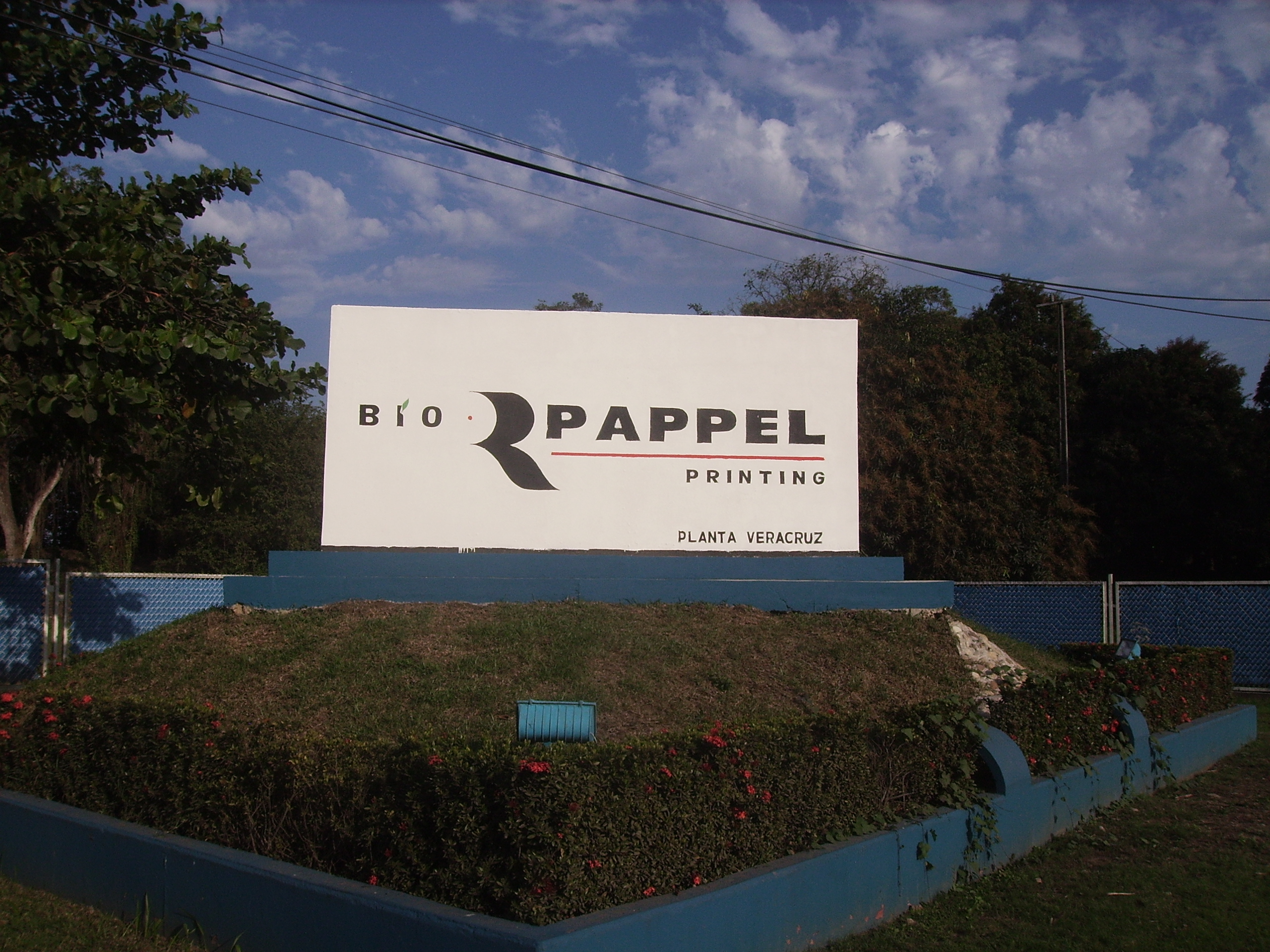
Fachada de la fábrica de papel.

Ubicada en el costado izquierdo del «km 62+200» de la carretera Tinajas – Cd. Alemán. El 22 de junio de 1972, se creó la empresa promotora de Papel Periódico, S.A. por instrucciones del entonces Presidente de la República, Lic. Luis Echeverría Álvarez, para la fabricación de papel periódico, usando como materia prima básica el bagazo de la caña. Mexicana de Papel Periódico, S. A. (MEXPAPE) fue formalmente constituida el 11 de junio de 1974. El 14 de febrero de 1979, inicia operaciones obteniendo una producción anual de 26, 737 toneladas. A varios años de constituida, MEXPAPE, que después se pasó a llamar PIPSA-MEX y a partir de julio de 2010 Bio Pappel, sigue siendo una empresa fundamental para Tres Valles, en el periodo 2000-2002 reorientó su producción a papel Bond, dejando de producir papel prensa o periódico y durante el 2002-2003 su producción superó la capacidad instalada.

### Agroeconómica

#### Caña de azúcar
Tres Valles es el mayor productor del estado y el quinto a nivel nacional, según información de la SAGARPA en el 2009, con 28 000 hectáreas sembradas, de las cuales 24 000 son molidas por el ingenio Tres Valles. La industria azucarera es la más importante generadora de empleos en la economía municipal, siendo la principal fuente de ingresos de al menos 14 mil personas, entre cañeros, sindicalizados, cosechadores, empleados, jornaleros y transportistas, que se distribuyen de la siguiente manera:
| Oficio                   | Cantidad |
| ------------------------ | -------- |
| Cañeros                  | 4503     |
| Cosechadores             | 3033     |
| Jornaleros               | 4492     |
| Transportistas           | 1502     |
| Empleados Sindicalizados | 542      |
| Empleados De Confianza   | 212      |

#### Arroz
El arroz es considerado como uno de los cereales de mayor consumo en el mundo siendo el sureste de Asia donde se produce y consume más. Su cultivo es uno de los más importantes al practicarse en más de 100 países y a la vez es alimento básico de más de la mitad de la población mundial.
México no está exento de la producción del arroz, aunque ni siquiera figura entre los principales productores del mundo. Dentro de la producción nacional, Veracruz y Campeche son los principales productores de arroz.
Tres Valles es el principal productor de arroz en la entidad de Veracruz y de los primeros a nivel nacional, representando la siembra de arroz una de las actividades principales, sin dejar de ser una actividad minoritaria al proliferar la siembra de caña de azúcar en un porcentaje arrasador.

#### Otros
Al ser un municipio extremadamente fértil, casi cualquier cultivo que se intente se logra, hay productos que se siembran para consumo personal, o para venta minoritaria, razones por las cuales ni siquiera entran en estadística.
Productos agrícolas minoritarios:
| Posición Estatal | Producto    | Superficie Sembrada Hectáreas | Producción Toneladas | Valor Pesos mexicanos |
| ---------------- | ----------- | ----------------------------- | -------------------- | --------------------- |
| 83               | Maíz grano  | 1 330.00                      | 2940.00              | 5 810 880             |
| 7                | Sorgo Grano | 750.00                        | 2100.00              | 3 150 000             |
| 9                | Piña        | 30.00                         | 1245.00              | 3 703 880             |

## Servicios públicos
La recolección de basura es realizada por el servicio de limpia pública a cargo del ayuntamiento, según el anuario estadístico 2015 se recolectan treinta toneladas de residuos sólidos en las zonas urbanas en tres unidades.

### Agua potable
La Comisión del agua del estado de Veracruz (Caev) municipal es el organismo encargado de proveer los servicios de agua potable, alcantarillado y saneamiento. Se cuentan con 1502 fuentes de abastecimiento, de los cuales 15 son pozos profundos; de ellos se obtienen la mayor cantidad de agua, aproximadamente 6120 metros cúbicos diariamente de un total de 9310 m³ sumando el resto de los puntos de abastecimiento que comprende arroyos, esteros, galerías, lagunas, norias, pozas, presas y ríos; concorde a los datos oficiales del 2012. Hasta diciembre del 2011 el municipio contaba con un total de 6726 tomas de agua, de las cuales 6236 eran residenciales, 469 para uso comerciales y 21 de uso industrial en 36 localidades de acuerdo con el anuario estadístico del 2014, aunque la oficina operadora señala que son 21 comunidades para enero de 2014, y 5221 tomas para todos los ámbitos en todo el territorio municipal para febrero de 2014, conforme a la Conagua el municipio cuenta con un 57.1 % de sus ocupantes de una vivienda con el servicio de agua potable.

### Electricidad
Según se indica en el anuario estadístico 2014, para diciembre del 2012 había una total de 15 196 usuarios del servicio de energía eléctrica, de los cuales 13 583 eran de uso domésticos, 69 de servicio de alumbrado público, 11 para uso de las bombas de la comisión del agua del estado de Veracruz, 28 para uso agrícola, y 1505 para uso comercial o industrial. Se tiene un consumo total de 177 660 MWh, siendo 19 115 Mwh de uso doméstico, 156 171 MWh de uso comercial o industrial, y el resto del consumo público o agrícola. Se cuenta con dos subestaciones de distribución y dos de transformación con una capacidad de 40 Megavols-amper cada una.

### Comercio y abasto
El municipio cuenta con 4 mercados, 1 tianguis, y al menos 3 tiendas diconsa, las cuales benefician 241 familias con 62 858 litros de leche fortificada.

## Ciudades hermanadas
- Playa, Cuba.[128]

### Otras fuentes
Tesis de Elpidia Hernández Maus, Escuela Normal Veracruzana "Enríque C. Rebsamen", Jalapa Enríquez, Veracruz, noviembre de 1962.